# デトモルト行政管区
デトモルト行政管区（またはデトモルト県、Regierungsbezirk Detmold）は、ドイツ連邦共和国のノルトライン＝ヴェストファーレン州を構成する行政管区の一つ。
ノルトライン＝ヴェストファーレン州は5つの行政管区によって構成されている。そのうち、デトモルト行政管区は州の最東部に位置している。
デトモルト行政管区を構成する郡は以下の通り。
1. ギュタースロー郡（Gütersloh）
2. ヘルフォルト郡（Herford）
3. ヘクスター郡 (Höxter)
4. リッペ郡（Lippe）
5. ミンデン＝リュベッケ郡（Minden-Lübbecke）
6. パーダーボルン郡（Paderborn）

デトモルト行政管区の郡独立市は以下の通り。
1. ビーレフェルト（Bielefeld）

## 引用
1. ↑  Bevölkerung der Gemeinden Nordrhein-Westfalens am 31. Dezember 2023 – Fortschreibung des Bevölkerungsstandes auf Basis des Zensus vom 9. Mai 2011